# 奇虎360
奇虎360（チーフー サンロクマル）は、中華人民共和国のアンチウイルスソフトウェアを制作するIT企業。本社は北京市にある。

## 沿革
周鴻禕により2005年9月に設立された。セキュリティーソフトは基本的には無料で提供。そして、その顧客基盤を利用して広告収入と有料サービスの提供で利益を得ている。
2016年7月、ノルウェーのソフトウェア開発会社、オペラ・ソフトウェア (Opera Software ASA) を買収した。

## 不祥事
奇虎360が中心となっているコンソーシアムが出資している「麦芽地」が、iOSを標的としたウィルス「WireLucker」を作成し、奇虎360がウィルスパターンを世界で最初に作成するという自作自演を行った事がユーザーによって発覚している。
その他に、自社セキュリティソフトで百度などのサービスを有害サービスとしてブロックしたり、インストールされている他社のセキュリティソフトを勝手に削除しているといったことが話題に上がっている。

## 提供サービス

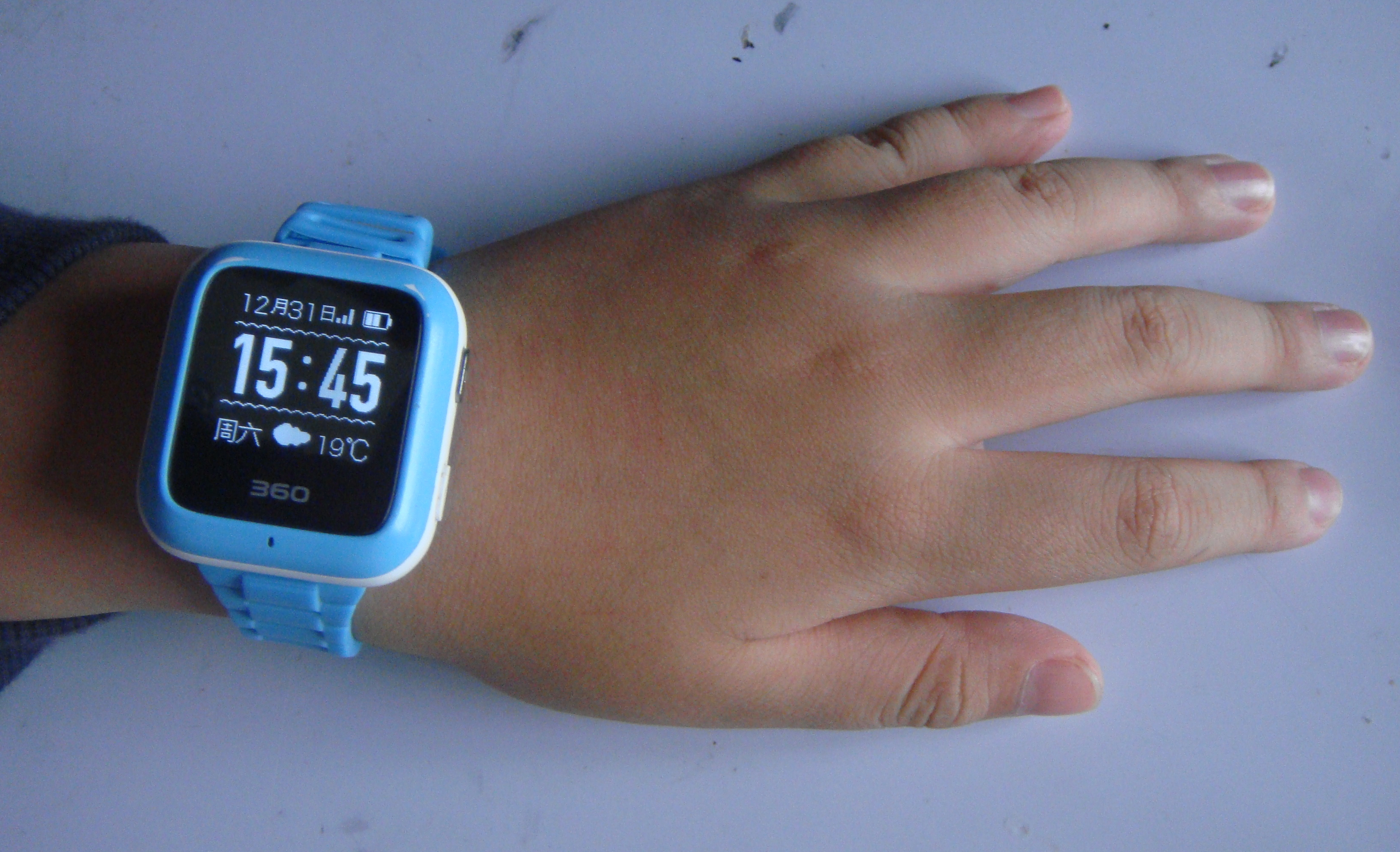
防犯に特化した子供向けスマートウォッチ「360儿童手表」

### セキュリティソフト
- 360安全衛士
- 360アンチウイルスソフトウェア
- 360手机助手（360 モバイル アシスタント・ソーシャルゲーム事業）

### ウェブブラウザー
- 360安全ブラウザー
- 360極速ブラウザー

### デスクトップ環境
- 360安全デスクトップ